# Otepää högland
Otepää högland är ett högland i södra Estland. De ligger i landskapen Põlvamaa, Valgamaa och Tartumaa.
Höglandet sträcker sig 54 km i nord-sydlig riktning. Den högsta toppen är Kuutsemägi, 223 meter över havet.
Topografiskt ingår följande toppar i Otepää högland:
- Kuutsemägi
- Köstrimägi
- Väike Munamägi

Trakten ingår i den hemiboreala klimatzonen. Årsmedeltemperaturen i trakten är 2 °C. Den varmaste månaden är juli, då medeltemperaturen är 17 °C, och den kallaste är december, med −12 °C.